# پلینینگ
پلینینگ (به آلمانی: Pliening) یک شهر در آلمان است که در بایرن واقع شده‌است.

## خصوصیات
پلینینگ ۲۲٫۸۰ کیلومترمربع مساحت دارد ۵۰۴ متر بالاتر از سطح دریا واقع شده‌است.